# Oxie landskommun
Oxie landskommun var en tidigare kommun i dåvarande Malmöhus län.

## Administrativ historik
När 1862 års kommunalförordningar började gälla inrättades över hela landet cirka 2 400 landskommuner, de flesta bestående av en socken. Därutöver fanns 89 städer och 8 köpingar, som då blev egna kommuner.
Denna kommun bildades då i Oxie socken i Oxie härad i Skåne. 
Vid kommunreformen 1952 bildade den storkommun genom sammanläggning med de tidigare kommunerna Glostorp och Lockarp.
År 1967 gick hela området upp i Malmö stad, sedan 1971 Malmö kommun.
Kommunkoden 1952-1967 var 1237.

### Kyrklig tillhörighet
I kyrkligt hänseende tillhörde kommunen Oxie församling. Den 1 januari 1952 tillkom Glostorps församling och Lockarps församling. Från 1983 till 2013 omfattade Oxie församling samma område som Oxie landskommun efter 1952.

## Geografi
Oxie landskommun omfattade den 1 januari 1952 en areal av 27,38 km², varav 27,21 km² land.

### Tätorter i kommunen 1960
| Tätort   | Folkmängd |
| -------- | --------- |
| Oxie     | 387       |
| Käglinge | 285       |

Tätortsgraden i kommunen var den 1 november 1960 38,6 procent.

## Politik

### Mandatfördelning i valen 1938-1962
| 20 |

| 16 | 4 |

| 20 |

| 18 |

| 1 | 19 |

| 19 |

| 15 | 7 | 3 |

| 23 |

| 13 | 4 | 5 | 3 |

| 23 |

| 12 | 6 | 3 | 4 |

| 22 |

| 14 | 5 | 3 | 3 |

| 22 |